# Camilla Martin
Camilla Martin Nygaard (Aarhus, 23 marzo 1974) è un'ex giocatrice di badminton danese.

## Palmarès

### Olimpiadi
- 1 medaglia:
  - 1 argento (Sydney 2000 nel singolare)

### Mondiali
- 1 medaglia:
  - 1 oro (Copenaghen 1999 nel singolare)